# Bazylika Nawiedzenia Najświętszej Maryi Panny w Għarb
Bazylika pw. Nawiedzenia Najświętszej Maryi Panny (ang. The Basilica and Collegiate Parish church of the Visitation of Our Lady; malt. Il-Bażilika u Kolleġġjata tal-Viżitazzjoni) jest kościołem parafialnym w miejscowości Għarb, w zachodniej części wyspy Gozo, w Republice Malty.

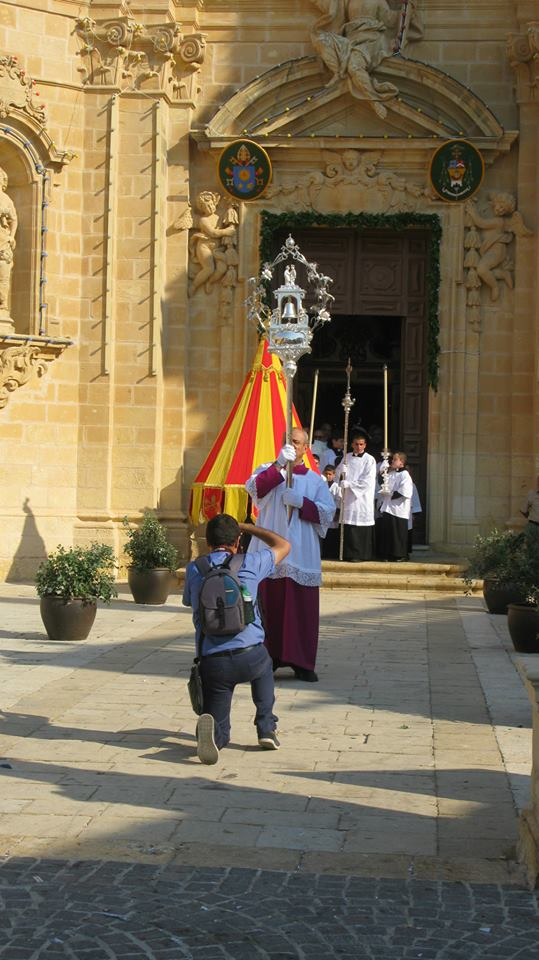
Umbraculum oraz Tintinnabulum Bazyliki podczas procesji.

## Historia
Parafia w Għarb została erygowana 29 sierpnia 1679 przez biskupa Michaela Molinę. Była to druga parafia ustanowiona poza miastem Victoria. Pierwszy kościół parafialny, wciąż jeszcze stojący, znany współcześnie jako Taż-Żejt, ulokowany jest u podnóża wzgórza, otoczony jest przez cmentarz. Kiedy liczba mieszkańców miejscowości wzrosła, zdecydowano zbudować w bardziej centralnej części nowy, większy kościół. Jego budowa trwała od 1699 do 1729 roku. Ma on fasadę, porównywaną do fasady kościoła Sant’Agnese in Agone na Piazza Navona w Rzymie. Kościół został konsekrowany 28 września 1755 roku. Kościół został ustanowiony drugą kolegiatą na Gozo 19 maja 1774 roku przez papieża Klemensa XIV. 28 listopada 1967 roku został podniesiony do statusu Bazyliki mniejszej przez papieża Pawła VI. Od tej chwili bazylika nabyła prawo posiadania Umbraculum oraz Tintinnabulum. Te dwa przedmioty, widoczne na zdjęciu, noszone są w procesji, w której bierze udział kapituła kolegiaty. Również widoczne są na zdjęciu dwa herby: Diecezji oraz aktualnego papieża. Bazylika mniejsza posiada przywilej zawieszenia herbu papieskiego ponad głównymi drzwiami kościoła.
Budynek kościoła umieszczony został 27 sierpnia 2012 roku na liście National Inventory of the Cultural Property of the Maltese Islands pod nr 00982.